# Angélica Rivera
Angélica Rivera Hurtado, née le 2 août 1969 à Mexico, est une actrice mexicaine et Première dame du Mexique de 2012 à 2018, comme épouse du président Enrique Peña Nieto.

## Biographie
Le 11 novembre 1994, Angélica Rivera a épouse le producteur mexicain José Alberto Castro ; de ce mariage, naissent trois enfants : Angélica Sofía en 1996 ; Fernanda en 1999 et Regina en 2005. Le couple divorce en 2008.
Le 27 novembre 2010, elle épouse Enrique Peña Nieto, à l'époque gouverneur de l'État de Mexico. Elle devient Première dame du Mexique le 1er décembre 2012, quand son mari est investi président des États-Unis mexicains.
Peu après la fin du mandat de son mari, leur divorce est prononcé le 2 mai 2019.

## Filmographie

### Télévision
| Telenovelas       | Telenovelas              | Telenovelas               | Telenovelas |
| Année             | Titre                    | Rôle                      | Chaîne      |
| ----------------- | ------------------------ | ------------------------- | ----------- |
| 1988 - 1989       | Dulce desafío            | Gina                      | Televisa    |
| 1989 - 1990       | Simplemente María        | Isabelita de Peñalbert    | Televisa    |
| 1990              | Mi pequeña Soledad       | Marisa                    | Televisa    |
| 1991              | Alcanzar una estrella II | Silvana                   | Televisa    |
| 1991              | La pícara soñadora       | Giovanna                  | Televisa    |
| 1993              | Sueño de amor            | Isabelita                 | Televisa    |
| 1995              | La dueña                 | Regina Villarreal         | Televisa    |
| 1997 - 1998       | Huracán                  | Elena                     | Televisa    |
| 1998 - 1999       | Ángela                   | Ángela Bellati Gallardo   | Televisa    |
| 2001              | Sin pecado concebido     | Mariana Campos Ortiz      | Televisa    |
| 2003 - 2004       | Mariana de la noche      | Dona Marcia Lugo          | Televisa    |
| 2007              | Destilando amor          | Gaviota Franco Villarreal | Televisa    |
| Séries télévisées |                          |                           |             |
| Année             | Titre                    | Rôle                      | Chaîne      |
| 1993              | Televiteatros            |                           |             |
| 1995              | Al derecho y al derbez   |                           | Televisa    |

### Cinéma
| Cinéma | Cinéma             | Cinéma | Cinéma |
| Année  | Titre              | Rôle   | Notes  |
| ------ | ------------------ | ------ | ------ |
| 1993   | ¡Aquí esp-p-antan! |        |        |